# Foz-Calanda
Foz-Calanda è un comune spagnolo di 257 abitanti situato nella comunità autonoma dell'Aragona.